# Bulza

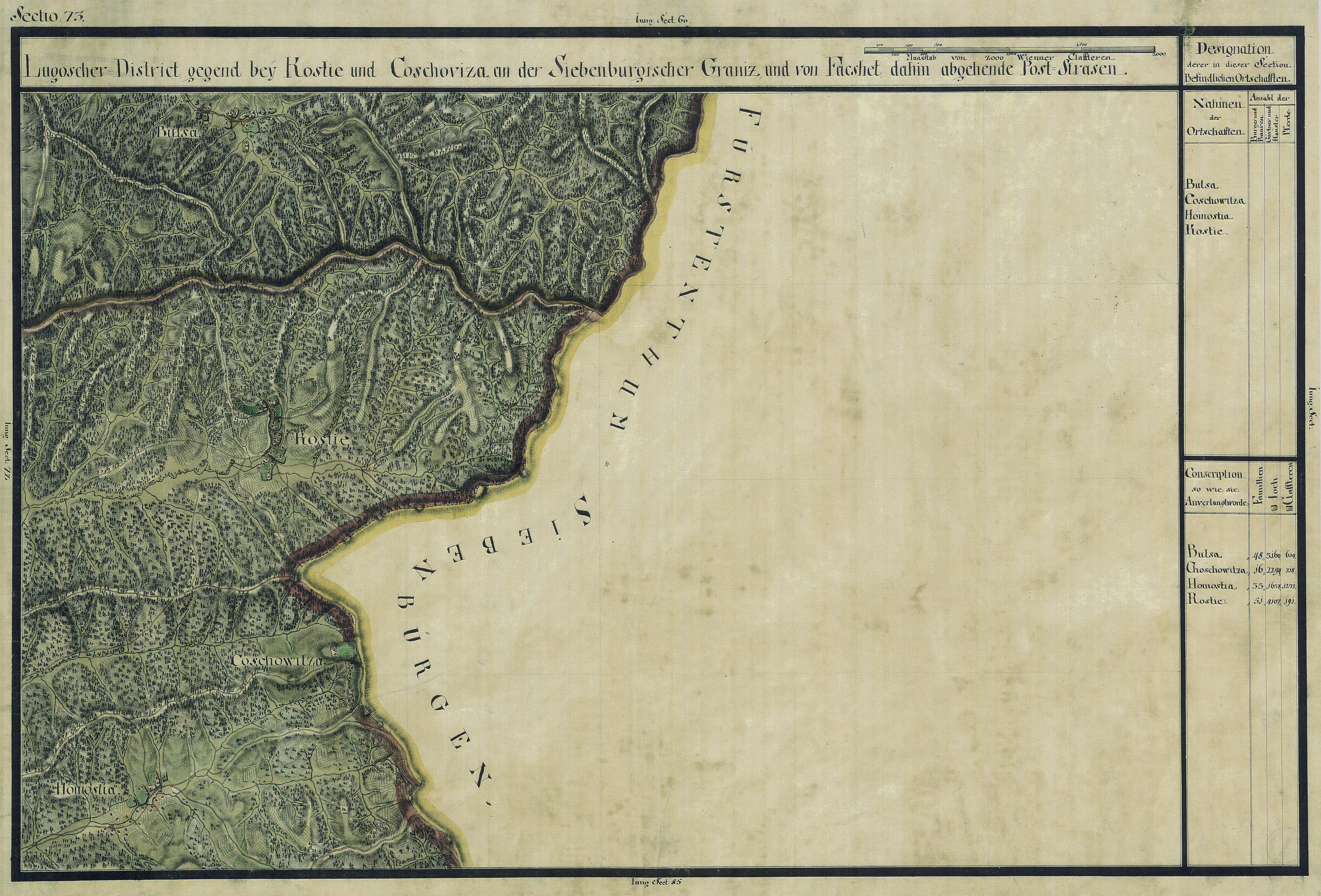
Bulza egy régi térképen

Bulza románul: Bulza, falu Romániában, a Bánságban, Temes megyében.

## Fekvése
Soborsintól délkeletre fekvő település.

## Története
1366-ban említette először oklevél Balthahaza néven. 1598-ban Bwlza, 1652-ben Bulza, 1913-ban Bulza néven írták.
A trianoni békeszerződés előtt Krassó-Szörény vármegye Marosi járásához tartozott.
1910-ben 577 lakosából 14 magyar, 563 román volt. Ebből 11 római katolikus, 564 görög keleti ortodox volt.

## Nevezetességek
1820-ban épült fatemploma a romániai műemlékek jegyzékében a TM-II-m-B-06190 sorszámon szerepel.